# S/S Nackanäs

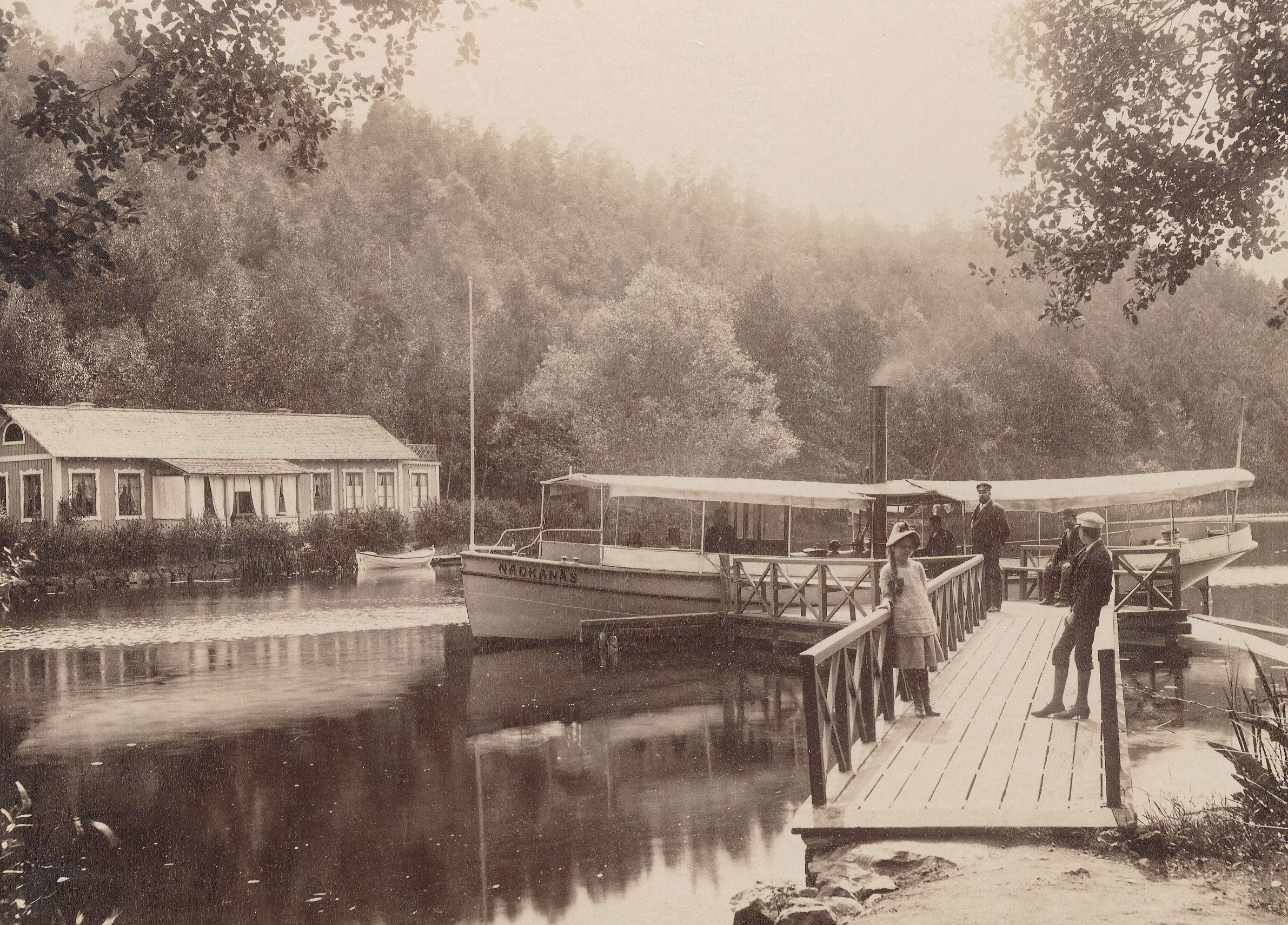
S/S Nackanäs (1864) vid Nackanäs värdshus, 1890-tal.

Nackanäs var namnet på tre ångslupar som mellan 1863 och 1914 trafikerade Hammarby sjö, Sicklasjön och Järlasjön i nuvarande Stockholms och Nacka kommuner. Fartygens namn anknöt till Nackanäs värdshus som var en av trafikens huvuddestinationer.

## Historik

### Nacka Ångslupsbolag
Nacka Ångslupsbolag, som också kallades Bolaget i ångslupen Nackanäs, bildades 1862 med avsikt att bedriva persontrafik på Hammarby sjö, Sicklasjön och Järlasjön. Bakom verksamheten stod bland andra kronouppbördskommissarien Carl Molin på Stora Sickla, tandläkaren August Dahlin (sommargäst på Fågelbo) och kanslisten i sundhetskollegiet T.H. Cronland. Företaget ombildades 1876 i Nackanäs Ångslupsbolag och blev aktiebolag 1897. Bolaget upplöstes 1917.

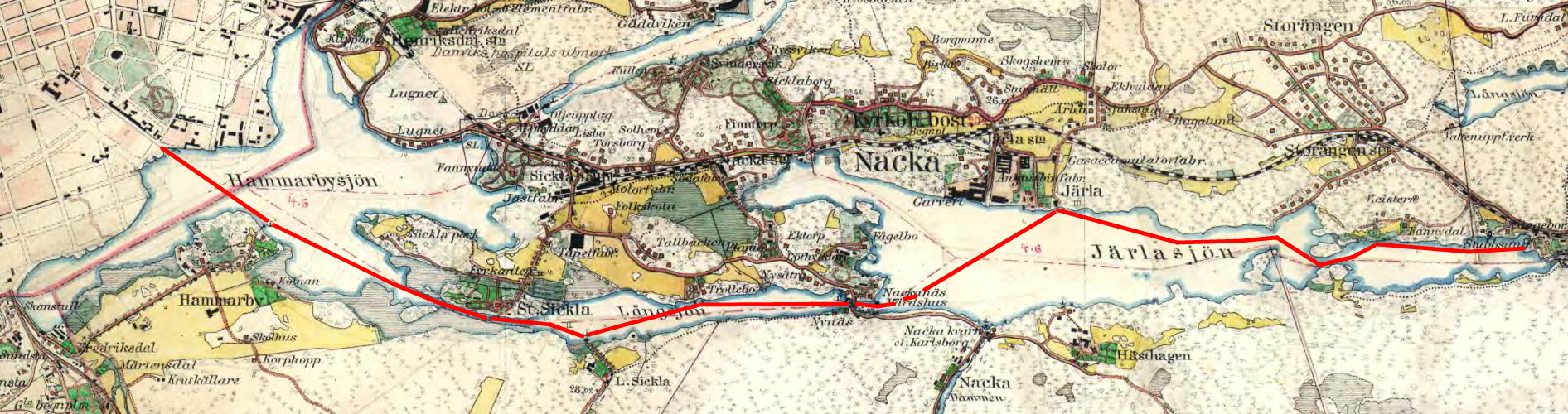
Hammarbysjön, Långsjön (Sicklasjön) och Järlasjö med traden (rött) för S/S Nackanäs mellan Barnängen och Stubbsund (omkring år 1900).

### Nackanäs (1863)
Den första Nackanäs byggdes på Gustaf Wilhelm Collins verkstad på Södermalm. Ångmaskinen hade fem hästkrafter och kom från W. Lindbergs Varvs- och Verkstads AB vid Tegelviken, där Collin varit anställd som verkmästare åren 1858–1861. Djupgående var 1,04 meter vilket skulle räcka för att klara det nymuddrade sundet mellan Hammarby sjö och Sicklasjön. Redan första sommaren transporterade Nackanäs tusentals resenärer huvudsakligen till och från Nackanäs värdshus och snart visade det sig att fartygets passagerarkapacitet inte räckte till. Därför såldes ångslupen 1864 för 7 000 riksdaler till sidenfabrikör Knut Almgren på Svindersvik och omdöptes till Svindersvik.

### Nackanäs (1864)

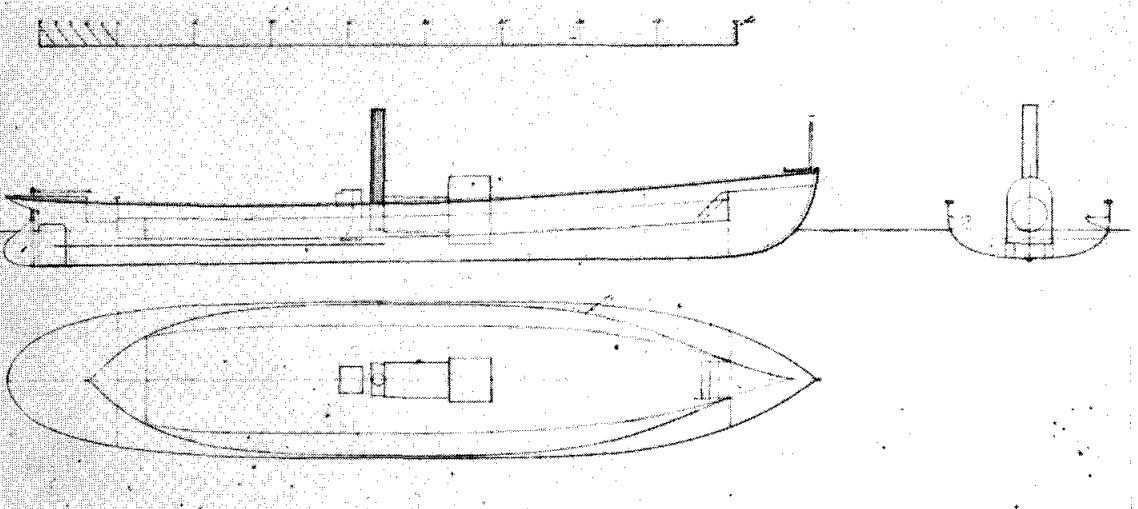
S/S Nackanäs (1864), ritning.

Nackanäs nummer två blev en större ångslup som beställdes 1864 hos William Lindbergs varv, som tidigare levererat ångmaskinen till första Nackanäs. Varvet erbjöd sig att redan till samma sommar färdigställa det nya fartyget. Den nya Nackanäs blev 15,44 meter lång och 3,12 meter bred med djupgående endast 0,89 meter (utan last). Fartyget kunde ta 80 passagerare. Maskinstyrkan uppgick till tre nominella hästkrafter. 
Den andra Nackanäs var i trafik fram till 1876. Om den skrev Nordiska Taflor 1875 bland annat: Den lilla ångslup, som afgår från bryggan vid Hammarbysjön till Nackanäs värdshus hvarje timme, är under högsommaren, från middagen till kI 10 på aftonen, nästan alltid öfverfylld af passagerare, hvilka efter framkomsten till värdshuset slå sig ned vid ett välförsedt middagsbord antingen på verandorna eller i det gröna vid sjöstranden. 1876 köptes den tredje Nackanäs, dess föregångare döptes om till S/S Stubbsund som var i tjänst fram till 1879 då den såldes.

### Nackanäs (1876)

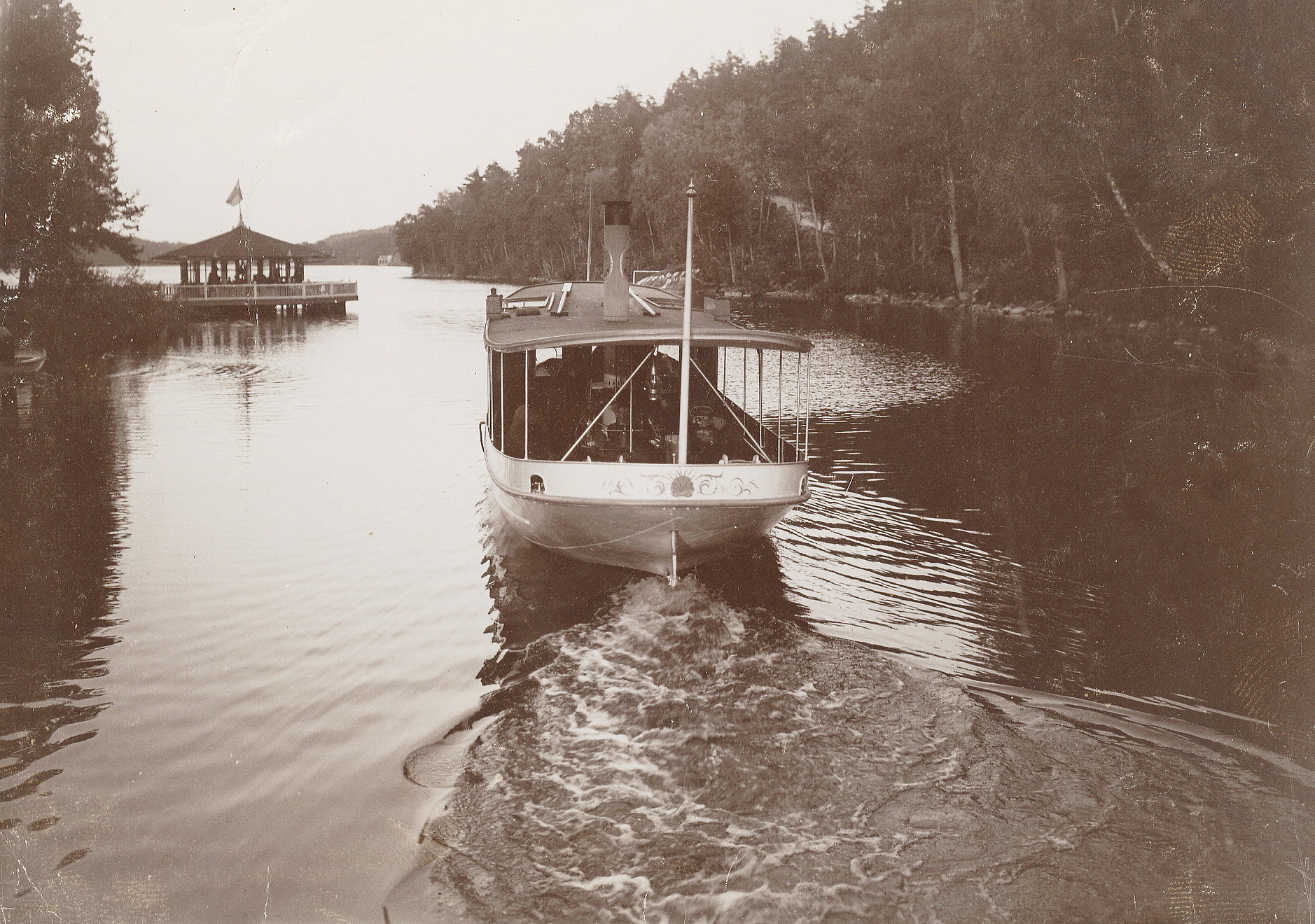
S/S Nackanäs (1876) på väg ut till Järlasjön. Till vänster syns Nackanäs värdshus paviljong, 1890-tal.

År 1876 ansåg rederiet att tiden var mogen att utöka passagerartrafiken. Man ombildade Nacka Ångslupsbolag i Nackanäs Ångslupsbolag och beställde den tredje ångslupen vid namn Nackanäs. Denna gång anlitade man  Motala Mekaniska Verkstad i Motala. Fartyget drevs av en Motala ångmaskin om fem hästkrafter, det var 14,85 meter långt, 3,27 meter brett och kunde ta 72 passagerare. Leverans skedde i juni 1876, då hade man redan börjat sommarens turer med föregångaren som nu hette Stubbsund. Som en nyhet lät rederiet under några år gå vissa turer ända till Skanstull, så kunde man locka nya resandegrupper till Nackanäs.
I och med invigningen av Saltsjöbanan 1893 började antal resande att avta. Slutet för båttrafiken kom dock 1913 när Nackanäs värdshus förlorade sina spriträttigheter och fick stänga några år. Utan värdshusets gäster var trafikunderlaget för ångslupen helt otillräckligt, och på sensommaren 1913 gjorde Nackanäs sin sista tur genom Sicklasundet (dagens Sickla kanal). 1914 lades Nackanäs upp vid Danviks östra kyrkogårdsgränd (en del av dagens Tegelviksgatan) och 1917 såldes fartyget till okänd köpare. Samma år avvecklades även Nackanäs Ångslupsbolag. Värdshuset öppnade efter några år igen och var kvar fram till sommaren 1960 då det brann ner.